# Magelona crenulifrons
Magelona crenulifrons är en ringmaskart som beskrevs av José María Alfono Félix Gallardo 1968. Magelona crenulifrons ingår i släktet Magelona och familjen Magelonidae. Inga underarter finns listade i Catalogue of Life.